# J'ai la tête pleine de Provence
Albums de Éric Charden
Amour limite zéro
J'ai la tête pleine de Provence est le tout premier album d'Éric Charden, sorti en 1963. 

## Liste des titres
1. J'ai la tête pleine de Provence
2. La Petite Histoire
3. Le Printaniste
4. Le Voleur d'amourettes
5. À Nathalie
6. La Pluie qui cogne
7. Je t'ai perdue
8. L'Amour qui va, l'amour qui vient
9. Symphonie en bleu
10. Dis-moi
11. Ne crains rien
12. Les Gros Ventrus